# Liste der Kulturdenkmale in Wachwitz

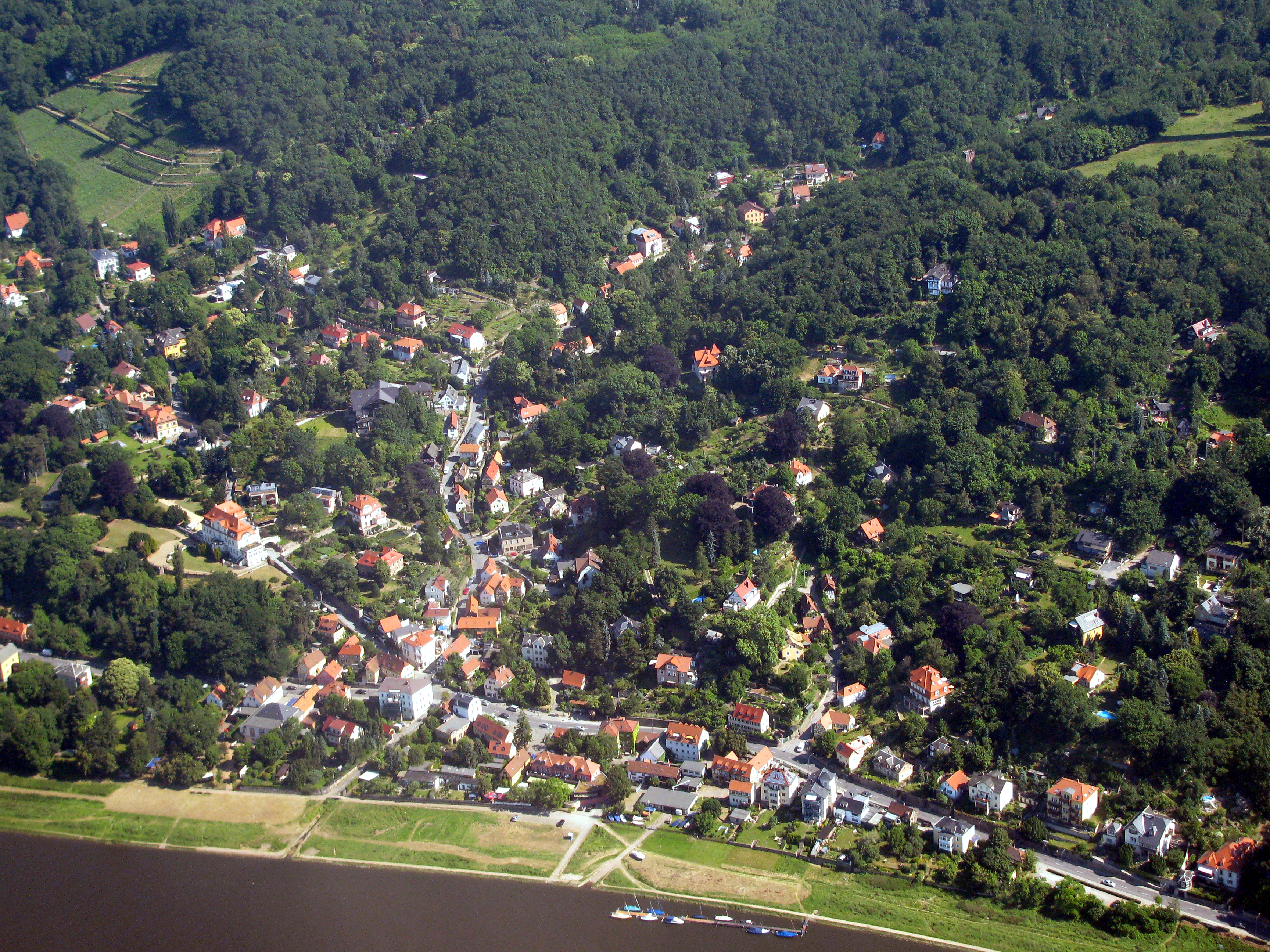
Blick auf Wachwitz vom Flugzeug

Die Liste der Kulturdenkmale in Wachwitz umfasst sämtliche Kulturdenkmale der Dresdner Gemarkung Wachwitz. Die Anmerkungen sind zu beachten.
Diese Liste ist eine Teilliste der Liste der Kulturdenkmale in Dresden. 

Diese Liste ist eine Teilliste der Liste der Kulturdenkmale in Sachsen.

## Legende
- Bild: Bild des Kulturdenkmals, ggf. zusätzlich mit einem Link zu weiteren Fotos des Kulturdenkmals im Medienarchiv Wikimedia Commons. Wenn man auf das Kamerasymbol klickt, können Fotos zu Kulturdenkmalen aus dieser Liste hochgeladen werden:
- Bezeichnung: Denkmalgeschützte Objekte und ggf. Bauwerksname des Kulturdenkmals
- Lage: Straßenname und Hausnummer oder Flurstücknummer des Kulturdenkmals. Die Grundsortierung der Liste erfolgt nach dieser Adresse. Der Link (Karte) führt zu verschiedenen Kartendiensten mit der Position des Kulturdenkmals. Fehlt dieser Link, wurden die Koordinaten noch nicht eingetragen. Sind diese bekannt, können sie über ein Tool mit einer Kartenansicht einfach nachgetragen werden. In dieser Kartenansicht sind Kulturdenkmale ohne Koordinaten mit einem roten bzw. orangen Marker dargestellt und können durch Verschieben auf die richtige Position in der Karte mit Koordinaten versehen werden. Kulturdenkmale ohne Bild sind an einem blauen bzw. roten Marker erkennbar.
- Datierung: Baubeginn, Fertigstellung, Datum der Erstnennung oder grobe zeitliche Einordnung entsprechend des Eintrags in der sächsischen Denkmaldatenbank
- Beschreibung: Kurzcharakteristik des Kulturdenkmals entsprechend des Eintrags in der sächsischen Denkmaldatenbank, ggf. ergänzt durch die dort nur selten veröffentlichten Erfassungstexte oder zusätzliche Informationen
- ID: Vom Landesamt für Denkmalpflege Sachsen vergebene, das Kulturdenkmal eindeutig identifizierende Objekt-Nummer. Der Link führt zum PDF-Denkmaldokument des Landesamtes für Denkmalpflege Sachsen. Bei ehemaligen Kulturdenkmalen können die Objektnummern unbekannt sein und deshalb fehlen bzw. die Links von aus der Datenbank entfernten Objektnummern ins Leere führen. Ein ggf. vorhandenes Icon  führt zu den Angaben des Kulturdenkmals bei Wikidata.

## Wachwitz
| Bild           | Bezeichnung                                                                               | Lage                                                              | Datierung | Beschreibung | ID       |
| -------------- | ----------------------------------------------------------------------------------------- | ----------------------------------------------------------------- | --- | --- | -------- |
|                | Denkmalschutzgebiet Elbhänge                                                              | (Karte)                                                           | | Denkmalschutzgebiet Elbhänge; von ortsbildprägender, landschaftsgestaltender Bedeutung und damit von indifikationsbildender Wirkung (in Kraft gesetzt am 28. März 1997). | 09305812 |
| Weitere Bilder | Brunnenhaus mit Brunnen und Gedenkstein                                                   | Altwachwitz (Karte)                                               | um 1900 (Brunnenhaus), nach 1844 (Hochwasser-Gedenksäule) | Gebäude diente als Wasserverteil- und Trafostation, Wartehalle, Trinkbrunnen sog. Elefantenbrunnen, Denkmal in Erinnerung an Hochwasser von 1844, platzbildprägende Anlage mit hohem zeitgeschichtlichen Erinnerungswert, außerdem ortsgeschichtlich und baugeschichtlich von Bedeutung. Um 1900 an Stelle des Dorfbrunnens im Ortskern von Altwachwitz erbaut, im Inneren Brunnenschacht und Wasserverteilstation, zugleich diente das Haus als Wartehalle. 1925 installierte die Post im Inneren eine Verteilstelle für den Fernmeldeverkehr. Der an der Ostseite befindliche Trinkbrunnen wird im Volksmund als „Elefantenbrunnen“ bezeichnet, da hier 1916 zwei als Zugtiere eingesetzte Elefanten des Zirkus Sarrasani getränkt wurden. Neben dem Brunnenhäuschen Hochwassergedenksäule in Erinnerung an ein Unwetter 1844, welches zahlreiche Häuser des Ortes zerstörte. | 09211857 |
| Weitere Bilder | Wohnhaus mit Anbau in Ecklage                                                             | Altwachwitz 1 (Karte)                                             | 18. Jh. (Wohnhaus) | ländliches Gebäude mit Bäckerladen, dieser besteht wohl seit Ende 18. Jh., Schaugiebel mit Palladiofenster, Anbau mit Fachwerk im Obergeschoss, Krüppelwalmdächer, Gebäude als Teil des überkommenen Wachwitzer Dorfkerns und ehemaligen Rundlings stadtentwicklungsgeschichtlich und ortsgeschichtlich von Bedeutung, als Zeugnis ländlicher Architektur und Volksbauweise seiner Zeit auch architekturhistorisch bedeutend. | 09211851 |
| Weitere Bilder | Wohnhaus in offener Bebauung                                                              | Altwachwitz 3 (Karte)                                             | 18. Jh. (Wohnhaus) | ländlicher Bau mit Fachwerkobergeschoss und Satteldach, repräsentativer Schaugiebel mit Schmuckformen, wohl ab 1865 zeitweilig die Dorfschmiede, Gebäude als Teil des überkommenen Wachwitzer Dorfkerns und ehemaligen Rundlings stadtentwicklungsgeschichtlich und ortsgeschichtlich von Bedeutung, als Zeugnis ländlicher Architektur und Volksbauweise seiner Zeit auch architekturhistorisch bedeutend. Fachwerkwohnhaus in offener Bebauung, frühere Dorfschmiede, ehem. Teil eines Gutshofes. | 09211852 |
| Weitere Bilder | Wohnhaus in offener Bebauung                                                              | Altwachwitz 4 (Karte)                                             | bezeichnet 1824 (Wohnhaus) | ländlicher Bau mit Fachwerkobergeschoss und Krüppelwalmdach, Schlussstein von 1824 mit Fischdarstellung als Zunftzeichen, Gebäude als Teil des überkommenen Wachwitzer Dorfkerns und ehemaligen Rundlings stadtentwicklungsgeschichtlich und ortsgeschichtlich von Bedeutung, als Zeugnis ländlicher Architektur und Volksbauweise seiner Zeit auch architekturhistorisch bedeutend. | 09211854 |
| Weitere Bilder | Häusleranwesen/Winzerhaus                                                                 | Altwachwitz 5 (Karte)                                             | vor 1715 (Häusleranwesen) | Umgebindehaus, Fachwerkobergeschoss mit repräsentativem Schaugiebel mit Andreaskreuzen, als Zeugnis ländlicher Architektur und Volksbauweise seiner Zeit baugeschichtlich bedeutend. Seltenheitswert da in seiner Form im Bereich Dresden kaum vorkommend, zudem als Teil eines markanten, zum überwiegenden Teil noch dörflich geprägten Ensembles stadtentwicklungsgeschichtlich bedeutend. | 09211853 |
|                | Ausgedinge von Leischkes Hof                                                              | Altwachwitz 9a (Karte)                                            | 18. Jh. (Seitengebäude) | Seitengebäude in offener Bebauung; Ausgedinge von Leischkes Hof, dieser um 1900 abgetragenen, ländlicher und einfacher Bau mit Fachwerkobergeschoss und Satteldach, Gebäude als Teil des überkommenen Wachwitzer Dorfkerns und ehemaligen Rundlings stadtentwicklungsgeschichtlich und ortsgeschichtlich von Bedeutung, als Zeugnis ländlichen Architektur und Volksbauweise seiner Zeit auch architekturhistorisch bedeutend. Wohnhaus in offener Bebauung, um 1700 als Auszugshaus eines Weingutes erbaut, ursprünglich mit altanähnlichem Vorbau zum Dorfplatz, im 19. Jahrhundert Wohn- und Dienstsitz des Ortspolizisten. | 09211855 |
|                | Wohnstallhaus, Seitengebäude und Toranlage eines Bauernhofes                              | Altwachwitz 10 (Karte)                                            | 18. Jh. (Wohnstallhaus) | beide Bauten mit Fachwerkobergeschoss, Schaugiebel mit Lyramotiv, Anlage als Teil des überkommenen Wachwitzer Dorfkerns und ehemaligen Rundlings stadtentwicklungsgeschichtlich und ortsgeschichtlich von Bedeutung, als Zeugnis ländlichen Architektur und Volksbauweise ihrer Zeit auch architekturhistorisch bedeutend. | 09211856 |
|                | Wohnhaus in offener Bebauung und Pforte                                                   | Altwachwitz 12 (Karte)                                            | 18. Jh. (Wohnhaus) | ländlicher Bau mit Fachwerkobergeschoss und Satteldach, Schaugiebel mit Lyramotiv, Gebäude als Teil des überkommenen Wachwitzer Dorfkerns und ehemaligen Rundlings stadtentwicklungsgeschichtlich und ortsgeschichtlich von Bedeutung, als Zeugnis ländlicher Architektur und Volksbauweise seiner Zeit auch architekturhistorisch bedeutend. | 09211858 |
| Weitere Bilder | Gasthaus „Elbterrasse“                                                                    | Altwachwitz 14; 14a (Karte)                                       | vor 1870 (Gasthaus) | Gasthaus mit Veranda, Stützmauer und Toreinfahrt; seit 1870 Gaststätte, historistischer Putzbau mit Walmdach, Eingangsbereich betont von Zwerchhaus, Gebäude als Teil des überkommenen Wachwitzer Dorfkerns und ehemaligen Rundlings stadtentwicklungsgeschichtlich und ortsgeschichtlich von Bedeutung, als Zeugnis der Architektur seiner Zeit auch architekturhistorisch bedeutend. | 09211859 |
|                | Villa mit Nebengebäude                                                                    | Am Steinberg 1 (Karte)                                            | 1907 (Villa) | charakteristischer Bau mit sparsamen Jugendstilelementen, schlichte Putzfassade, Sandsteinsockelzone, Satteldach, Ansicht belebt durch bosierte Natursteingliederung, Standerker, variierende Fensterformate und Giebel mit Zierfachwerk, baugeschichtlich bedeutend, als Zeugnis für die Entwicklung des einstigen Fischer- und Winzerdorfs zur beliebten Sommerfrische ab der 2. Hälfte des 19. Jahrhunderts stadtentwicklungsgeschichtlich von Bedeutung. Landhaus Eichenhof mit Nebengebäude, 1907 für den Kaufmann Arthur Münch errichtet. | 09211831 |
|                | Villa mit Einfriedung                                                                     | Am Steinberg 2 (Karte)                                            | 1908 (Villa) | neoklassizistischer Bau mit markantem Dreiecksgiebel und Veranda zur Gartenseite, dominierendes Mansarddach, mit Atelieranbau für Maler Osmar Schindler, als Zeugnis historisierender Architektur mit Reformstilelementen vor 1910 und für die Entwicklung des einstigen Fischer- und Winzerdorfs zur beliebten Sommerfrische ab der 2. Hälfte des 19. Jahrhunderts baugeschichtlich und stadtentwicklungsgeschichtlich bedeutend, wohl auch künstlerisch von Bedeutung. | 09211834 |
|                | Baudissinsches Haus                                                                       | Am Steinberg 3 (Karte)                                            | Anfang 19. Jh. (Wohnhaus) | Wohnhaus in offener Bebauung mit Stützmauern; schlichte klassizistische Putzfassade mit sparsamer horizontaler Gliederung und rustiziertem Sockelgeschoss, Ansicht belebt durch Klappläden, von 1840 bis 1878 Wirkungsstätte des Schriftstellers Wolf Heinrich Graf von Baudissin und seiner Frau Sophie von Baudissin, 1861 Neugestaltung der Fassade und Aufstockung, baugeschichtlich und stadtentwicklungsgeschichtlich bedeutend. | 09211835 |
|                | Villa mit Einfriedung an der Preßgasse                                                    | Am Steinberg 4 (Karte)                                            | bezeichnet 1911 (Villa) | repräsentativer Villenbau mit schlichter Putzfassade, Sandsteinsockelzone, Ansicht belebt durch sparsame bosierte Natursteingliederung, Standerker mit Turmspitze, variierende Fensterformate und Zierfachwerk, baugeschichtlich bedeutend, als Zeugnis für die Entwicklung des einstigen Fischer- und Winzerdorfs zur beliebten Sommerfrische ab der 2. Hälfte des 19. Jahrhunderts stadtentwicklungsgeschichtlich von Bedeutung. Villa, erbaut für Dr. Hugo Kratz, später Wohnhaus des Opernsängers Fred Teschler. | 09211813 |
|                | Landhaus Lippold; auch Kochsche Villa                                                     | Am Steinberg 5 (Karte)                                            | 1920–1921 (Villa) | Villa mit Gartenarchitekturen und Stützmauern; markanter und gestalterisch anspruchsvoller Bau der 1920er Jahre, historisierend zwischen Barock und Klassizismus, baugeschichtlich und künstlerisch bedeutend sowie wegen seiner exponierten Lage auch städtebaulich von Bedeutung. Ab 1930 im Besitz des Generaldirektors Dr. Franz Josef Koch, Miteigentümer der Firma Koch & Sterzel. | 09211815 |
|                | Wohnhaus in offener Bebauung mit Einfriedung                                              | Am Steinberg 8 (Karte)                                            | 2. Hälfte 18./ 1. Hälfte 19. Jh. (Wohnhaus) | schlichte Putzfassade mit Eckrustizierung und Segmentbogenfenstern, der nördliche Bereich des Gebäudes mit quadratischem Grundriss und Zeltdach möglicherweise ehemaliges Weinberghaus, nach Süden um 1900 mit einem rechteckigen Anbau erweitert, dieser zeigt mit weitem Dachüberstand des Satteldaches Anklänge an den Schweizerhausstil, Ansicht ehemals durch Holzklappläden belebt, baugeschichtlich und stadtentwicklungsgeschichtlich von Bedeutung. | 09211816 |
|                | Ehem. Winzerhaus mit Gärtnerhaus/Gartenhaus, Nebengebäude sowie Toranlage und Stützmauern | Am Steinberg 9 (Karte)                                            | 1815 (Winzerhaus), 1884 (Gärtneranwesen) | Winzerhaus, zum Landsitz ausgebaut, markantes Anwesen des Elbhangs, baugeschichtlich und stadtentwicklungsgeschichtlich bedeutend. Ehem. Winzerhaus mit Toranlage, Nebengebäude und Gärtnerhaus, im Inneren Reste der barocken Ausstattung. Im 19. Jhdt. im Besitz des Dresdner Bürgermeisters und sächsischen Staatsministers Konrad Wilhelm von Rüger (1837–1916). | 09211817 |
| Weitere Bilder | Wollner-Villa                                                                             | Am Steinberg 10; 14 (Karte)                                       | 1907–1909, im Kern Ende 18. Jh. u. 1875 (Villa), 1907–1909 (Villengarten/Landhausgarten), Mitte 19. Jh. (Nebengebäude), Mitte 19. Jh. (Kutscherhaus), Mitte 19. Jh. (Taubenhaus) | Villa mit Villengarten, Pavillon, Kutscherhaus/Nebengebäude, Brücke in den einstigen Wirtschaftsgarten, Brunnen, Gartenvasen und Einfriedung; offenbar aus einer barocken Anlage hervorgegangenes Villenanwesen für den Kaufmann Robert Wollner, baugeschichtlich und gartenkünstlerisch, ortsgeschichtlich und städtebaulich bedeutend. | 09211819 |
|                | Villa mit Wirtschaftsgebäude, Garten und Einfriedung                                      | Am Steinberg 11 (Karte)                                           | 1899 (Villa), um 1910 (Nebengebäude) | repräsentatives Anwesen, Wohnbau in Anlehnung an den Schweizerstil mit Verbretterungen, Dachüberständen und Holzzierwerk, bemerkenswert die ausgesprochen große Hallendiele mit weitgehend erhaltener Ausstattung aus der Entstehungszeit, kleinere Wirtschaftsgebäude im Reformstil später hinzugekommen, Anwesen baugeschichtlich sowie in Teilen künstlerisch bedeutend. Villa Asta mit Wirtschaftsgebäude und Einfriedung, Wohnsitz des Verlegers Justus Friedrich Güntz. Um 1900 wurde das Grundstück durch eine Brücke mit der Wollner-Villa (Nr. 14) verbunden. Seit 1951 Kinderheim. | 09211823 |
|                | Villa Hottenroth                                                                          | Am Steinberg 13 (Karte)                                           | um 1910 (Villa) | Villa mit Gartengrundstück und Stützmauer zum Wachwitzgrund; repräsentativer historisierender Bau von Wilhelm Kreis für Emily Cloete und Johann Edmund Hottenroth (1855–1937) auf dem Anwesen der Familie errichtet, neobarocker Putzbau auf Substruktion, Ansicht bestimmt von Mansarddach. Putzspiegeln und variierenden Fensterformen, Gartenseite geprägt von altanartiger Veranda, Terrasse und Balkon, baugeschichtlich und stadtentwicklungsgeschichtlich von Bedeutung. | 09211822 |
|                | Haus Hottenroth                                                                           | Am Steinberg 15 (Karte)                                           | 1845 (Wohnhaus) | Wohnhaus mit Stützmauer; zweigeschossiger Bau mit schlichter Putzfassade und Walmdach, Zahnschnittfries, als Winzerhaus errichtet, ab 1856 Wohnstätte des Malers Woldemar Hottenroth, vor allem personengeschichtlich und stadtentwicklungsgeschichtlich von Bedeutung. | 09211880 |
|                | Wohnhaus in offener Bebauung                                                              | Am Steinberg 16 (Karte)                                           | 18. Jh. (Wohnhaus) | ländlicher Bau mit Fachwerk im Obergeschoss, zugewandte Traufseite mit Andreaskreuzen, Giebel holzverschalt, Satteldach, Gebäude als Teil der überkommenen Dorfstruktur um den Wachwitzer Rundling ortsgeschichtlich von Bedeutung, als Zeugnis ländlicher Architektur und Volksbauweise seiner Zeit auch architekturhistorisch bedeutend. | 09211820 |
| Weitere Bilder | Wohnhaus mit Anbau in offener Bebauung                                                    | Am Steinberg 18 (Karte)                                           | 18. Jh. (Wohnhaus) | ländlicher Bau, südlicher Gebäudeflügel mit Fachwerkobergeschoss, Andreaskreuzen, Schaugiebel und Krüppelwalm, nördlicher Gebäudeflügel vermutlich als späterer Anbau mit Putzfassade und Satteldach, Gebäude als Teil der überkommenen Dorfstruktur um den Wachwitzer Rundling ortsgeschichtlich von Bedeutung, als Zeugnis ländlicher Architektur und Volksbauweise seiner Zeit auch architekturhistorisch bedeutend. | 09211821 |
|                | Marienhaus (ehem.) (Einzeldenkmal zu ID-Nr. 09218394)                                     | Josef-Hegenbarth-Weg 10 (Karte)                                   | um 1800 (Wohnhaus) | Einzeldenkmal der Sachgesamtheit Königlicher Weinberg: Wohnhaus in offener Bebauung | 09211844 |
|                | Villa                                                                                     | Josef-Herrmann-Straße 7 (Karte)                                   | 1912 (Villa) | zeittypischer Bau im Reformstil mit Putzfassade, Ansicht geprägt von mächtigem Mansarddach und belebt durch variierende Fensterformate, entworfen und bewohnt von dem Maler Woldemar Müller, baugeschichtlich bedeutend, als Zeugnis für die Entwicklung des einstigen Fischer- und Winzerdorfs zur beliebten Sommerfrische ab der 2. Hälfte des 19. Jahrhunderts stadtentwicklungsgeschichtlich von Bedeutung. | 09211832 |
|                | Mietvilla                                                                                 | Josef-Herrmann-Straße 10a (Karte)                                 | nach 1908 (Mietvilla) | markantes Gebäude mit Turmaufbau, charakteristisches Beispiel der Architektur um 1910, baugeschichtlich bedeutend, als Zeugnis für die Entwicklung des einstigen Fischer- und Winzerdorfs zur beliebten Sommerfrische ab der 2. Hälfte des 19. Jahrhunderts stadtentwicklungsgeschichtlich von Bedeutung. | 09211833 |
|                | Villa                                                                                     | Königsweg 6 (Karte)                                               | 2. Hälfte 19. Jh. (Villa) | zeittypischer Wohnbau vor 1900, Anklänge an den Schweizerhausstil durch Satteldach mit weitem Dachüberstand, Ziergiebel, Holzbalkone und Holzklappläden, baugeschichtlich bedeutend, als Zeugnis für die Entwicklung des einstigen Fischer- und Winzerdorfs zur beliebten Sommerfrische ab der 2. Hälfte des 19. Jahrhunderts stadtentwicklungsgeschichtlich von Bedeutung. | 09211872 |
|                | Villa, Pergola mit Badegrotte, Gartengestaltung und Einfriedungsmauer                     | Kotzschweg 12 (Karte)                                             | 1869 (Villa), 1886 (Postament) | gestalterisch bemerkenswertes Villenanwesen, geprägt durch diverse Umbauten aus dem 1. Drittel des 20. Jh., zeitweilig im Besitz des bedeutenden Stadtbaurates Hermann Klette, Zeugnis für die Entwicklung des einstigen Fischer- und Winzerdorfs zur beliebten Sommerfrische ab der 2. Hälfte des 19. Jahrhunderts, baugeschichtlich, stadtentwicklungsgeschichtlich sowie personengeschichtlich und künstlerisch bedeutend. | 09211888 |
|                | Wohnhaus in offener Bebauung mit Stützmauer                                               | Oberwachwitzer Weg 1 (Karte)                                      | 1883 (Wohnhaus) | zeittypischer Wohnbau mit Anklängen an den Schweizerhausstil, geprägt von Mittelrisalit mit Schwebgiebel, Putzfassade mit Natursteinsockelzone, Satteldach, baugeschichtlich bedeutend, als Zeugnis für die Entwicklung des einstigen Fischer- und Winzerdorfs zur beliebten Sommerfrische ab der 2. Hälfte des 19. Jahrhunderts stadtentwicklungsgeschichtlich von Bedeutung. | 09211885 |
|                | Wohnhaus mit Anbau und Einfriedungsmauer                                                  | Oberwachwitzer Weg 2 (Karte)                                      | 1. Hälfte 19. Jh. (Wohnhaus) | ländlicher Bau mit Fachwerkobergeschoss und Krüppelwalmdach, Gebäude als Teil der überkommenen Dorfstruktur ortsgeschichtlich von Bedeutung, als Zeugnis ländlicher Architektur und Volksbauweise seiner Zeit auch architekturhistorisch bedeutend. | 09211886 |
|                | Wohnhaus mit Anbau und Schuppen                                                           | Oberwachwitzer Weg 3 (Karte)                                      | 1. Hälfte 19. Jh. (Wohnhaus) | Zweiseithof, ländliches Wohnhaus mit Fachwerkobergeschoss und Weinspalier am Südgiebel, Krüppelwalmdach, Gebäude als Teil der überkommenen Dorfstruktur ortsgeschichtlich von Bedeutung, als Zeugnis ländlicher Architektur und Volksbauweise seiner Zeit auch architekturhistorisch bedeutend. | 09211883 |
|                | Wohnhaus mit späterem Anbau in offener Bebauung                                           | Oberwachwitzer Weg 5 (Karte)                                      | nach 1804 (Wohnhaus) | ländlicher Bau mit Fachwerkobergeschoss, Krüppelwalmdach und Weinspalier, Gebäude als Teil der überkommenen Dorfstruktur ortsgeschichtlich von Bedeutung, als Zeugnis ländlicher Architektur und Volksbauweise seiner Zeit auch architekturhistorisch bedeutend. | 09211882 |
|                | Alte Schule (ehem.)                                                                       | Oberwachwitzer Weg 6 (Karte)                                      | 1862–1863 (Schule) | Schulgebäude mit Stützmauernanlage und Treppe; 1921 Umbau durch Rudolf Kolbe, bis 1978 Schulbetrieb, heute als Wohnhaus und Atelier genutzt, markanter Eingangsbereich, Gebäude als Teil der überkommenen Dorfstruktur und als ehemalige Schule ortsgeschichtlich von Bedeutung, zudem baugeschichtlich bedeutend. | 09211884 |
|                | Villa mit Terrassierung, Treppenanlagen, Garten und Pavillon                              | Oberwachwitzer Weg 7 (Karte)                                      | 1895 (Villa) | repräsentative zeittypische Anlage vor 1900, historisierender Villenbau mit Putzfassade, variierenden Erkern und Mittelrisalit, baugeschichtlich bedeutend, als Zeugnis für die Entwicklung des einstigen Fischer- und Winzerdorfs zur beliebten Sommerfrische ab der 2. Hälfte des 19. Jahrhunderts stadtentwicklungsgeschichtlich von Bedeutung. | 09211879 |
|                | Villa Scherzer                                                                            | Oberwachwitzer Weg 9 (Karte)                                      | 2. Hälfte 19. Jh. (Villa) | Villa mit Stützmauer; charakteristischer Bau, umgebaut im Reformstil um 1910, kulminiert fast schmucklos in einem hohen Dach, Eckerker, markante Giebel und hoher Natursteinsockel, baugeschichtlich bedeutend, als Zeugnis für die Entwicklung des einstigen Fischer- und Winzerdorfs zur beliebten Sommerfrische ab der 2. Hälfte des 19. Jahrhunderts stadtentwicklungsgeschichtlich von Bedeutung. Villa Scherzer, benannt nach ihrem früheren Besitzer, dem Kammervirtuos der Sächsischen Staatskapelle Manfred Scherzer. | 09211878 |
|                | Wohnhaus in offener Bebauung                                                              | Oberwachwitzer Weg 10 (Karte)                                     | 1. Hälfte 19. Jh. (Wohnhaus) | ländlicher Bau mit Fachwerkobergeschoss, Satteldach und holzverschaltem Giebel, Gebäude als Teil der überkommenen Dorfstruktur ortsgeschichtlich von Bedeutung, als Zeugnis ländlicher Architektur und Volksbauweise seiner Zeit auch architekturhistorisch bedeutend. | 09211881 |
|                | Wohnhaus in offener Bebauung mit Stützmauer                                               | Oberwachwitzer Weg 12 (Karte)                                     | um 1930 (Wohnhaus) | charakteristisches Holzhaus um 1930, bauliches Zeugnis der Architekturbewegung jener Zeit, preiswert und solide gestaltete Wohnhäuser auch in Fertigteilbauweise anzubieten, baugeschichtlich von Bedeutung. | 09211887 |
|                | Luisens Heim                                                                              | Oberwachwitzer Weg 16 (Karte)                                     | bezeichnet 1887 (Villa) | Villa mit Stützmauer; zeittypischer Bau mit Anklängen an den Schweizerhausstil, Putzfassade, Ziergiebel, Dachhäuser, Holzveranda, baugeschichtlich bedeutend, als Zeugnis für die Entwicklung des einstigen Fischer- und Winzerdorfs zur beliebten Sommerfrische ab der 2. Hälfte des 19. Jahrhunderts stadtentwicklungsgeschichtlich von Bedeutung. Villa „Louisens Heim“ mit Veranda, benannt nach der Baronin Louise von Rhoeden (1843–1913). | 09211876 |
| Weitere Bilder | Fernsehturm Dresden                                                                       | Oberwachwitzer Weg 37 (Karte)                                     | 1964–1969 (Fernsehturm) | Fernsehturm mit Ausstattung und Eingangshalle einschließlich Terrasse; als neues Wahrzeichen der Stadt charakterisierter Bau, mit seinen konstruktiven und technischen Parametern baugeschichtlich und technikgeschichtlich bedeutend, eines der größten Bauwerke dieser Art in Deutschland. | 09211889 |
|                | Wohnhaus mit Stütz- und Begrenzungsmauer in offener Bebauung                              | Ohlsche 10 (Karte)                                                | 1. Hälfte 19. Jh. (Wohnhaus) | zeittypischer Wohnbau mit Putzfassade und Satteldach, Ansicht belebt durch weiten Dachüberstand, Holzklappläden und Weinspalier, baugeschichtlich und stadtentwicklungsgeschichtlich von Bedeutung. | 09211827 |
|                | Wohnhaus mit Stütz- und Begrenzungsmauer                                                  | Ohlsche 12 (Karte)                                                | 1. Hälfte 19. Jh. (Wohnhaus) | Wohnhaus mit Stütz- und Begrenzungsmauer in offener Bebauung; Wohnhaus vermutlich durch Neubau ersetzt. | 09211826 |
|                | Stützmauern                                                                               | Pillnitzer Landstraße - (Karte)                                   | 2. Hälfte 19. Jh. (Stützmauer) | Stützmauern | 09211848 |
| Weitere Bilder | Winzerhaus mit Seitengebäude                                                              | Pillnitzer Landstraße 93; 93b (Karte)                             | 1689 (Winzerhaus), bezeichnet 1875 (Hochwassermarke) | charakteristisches, weitgehend ursprünglich erhaltenes ländliches Anwesen des Weinberges »Schlosserberg«, traufständiger Hauptbau mit Fachwerkobergeschoss und Satteldach, Aufschüttungen in den 1880er Jahren in diesem Bereich am ehemaligen straßenseitigen Eingang ablesbar, innen alte Holzbalkendecken und Hochwassermarke von 1875, Anlage geht in Teilen auf das späte 17. Jahrhundert zurück, als ortsbildprägende ländliche Gebäude ihrer Zeit baugeschichtlich bedeutend, als Zeugnis des Weinanbaus in dieser Gegend ortsgeschichtlich von Belang. | 09211797 |
| Weitere Bilder | Mietvilla mit Stützmauer zur Straße                                                       | Pillnitzer Landstraße 101 (Karte)                                 | um 1880 (Mietvilla) | zeittypischer Putzbau mit historisierender Gliederung, geprägt von Mittelrisalit und Loggien, straßenbildprägende Stützmauer mit repräsentativem Eingangstor, baugeschichtlich von Bedeutung, als Zeugnis für die Entwicklung des einstigen Fischer- und Winzerdorfs zur beliebten Sommerfrische ab der 2. Hälfte des 19. Jahrhunderts zudem stadtentwicklungsgeschichtlich bedeutend. | 09211795 |
| Weitere Bilder | Konzert- und Ball-Saal Königs Weinberg                                                    | Pillnitzer Landstraße 105 (Karte)                                 | 1893 (Gasthof), 1893 (Saal), bezeichnet 1740 (Portal) | Gasthof (ehem.) mit Saal und Portal; markantes historisierendes Gebäude mit charakteristischen hohen Rundbogenfenstern im Obergeschoss und Mansarddach, barockes Portal bezeichnet und mit Wappenstein vom Vorgängerbau des Wachwitzer Rittergutes, baugeschichtlich und ortsgeschichtlich bedeutend. Ehem. Gasthof „Königs Weinberg“ mit Tanzsaal und barockem Portal mit Doppelwappen (1740), urspr. als Herrenhaus des Rittergutes Wachwitz erbaut, heute Wohnhaus. | 09211794 |
| Weitere Bilder | Wohnhaus in offener Bebauung                                                              | Pillnitzer Landstraße 111 (Karte)                                 | 19. Jh. (Wohnhaus) | ehemals Hildes Heim, Gebäude als Teil der überkommenen Dorfstraße zum Wachwitzer Rundling ortsgeschichtlich von Bedeutung, als Zeugnis ländlichen Architektur und Volksbauweise seiner Zeit auch architekturhistorisch bedeutend. | 09211791 |
| Weitere Bilder | Winzerhaus                                                                                | Pillnitzer Landstraße 123 (Karte)                                 | vor 1785 (Winzerhaus) | ortsbildprägender ländlicher Bau mit Krüppelwalmdach und Fledermausgaupen, traufständig, ehemals Standort einer Weinpresse, Kriegskinderasyl im Ersten Weltkrieg, Ende des 19. Jahrhunderts umgenutzt, baugeschichtlich bedeutend, als Zeugnis des Weinanbaus in dieser Gegend ortsgeschichtlich von Bedeutung. | 09211787 |
|                | Wohnhaus in offener Bebauung                                                              | Pillnitzer Landstraße 127 (Karte)                                 | Anfang 19. Jh. (Wohnhaus) | schlichter, giebelständiger Bau mit Putzfassade und Krüppelwalmdach, Gebäude als Teil der überkommenen Dorfstraße zum Wachwitzer Rundling ortsgeschichtlich von Bedeutung, als Zeugnis ländlichen Architektur und Volksbauweise seiner Zeit auch architekturhistorisch bedeutend. | 09211784 |
|                | Gartenpavillon und elbseitige Einfriedung                                                 | Pillnitzer Landstraße 130 (Karte)                                 | Ende 19. Jh. (Gartenpavillon) | Gartenpavillon; charakteristisches Beispiel der Kleinarchitektur seiner Zeit, Konstruktion aus gesägten Hölzern mit dekorativ durchbrochener Balustrade und Zwickelfeldern, über oktogonalem Grundriss, Zeltdach von aufwendiger Laterne und Wetterfahne bekrönt, baugeschichtlich von Bedeutung. | 09211790 |
| Weitere Bilder | Villa                                                                                     | Pillnitzer Landstraße 132 (Karte)                                 | 1886 (Villa) | Villa Quisisana mit Treppenturm; zeittypischer Bau mit Putzfassade, weitem Dachüberstand und hölzerne Balkonen, ehemals mit Zierfachwerk, ortsbildprägendem Treppenturm mit historisierender Natursteingliederung, baugeschichtlich von Bedeutung, als Zeugnis für die Entwicklung des einstigen Fischer- und Winzerdorfs zur beliebten Sommerfrische ab der 2. Hälfte des 19. Jahrhunderts zudem stadtentwicklungsgeschichtlich bedeutend. | 09211789 |
| Weitere Bilder | Villa Charlotte                                                                           | Pillnitzer Landstraße 134 (Karte)                                 | Anfang 20. Jh. (Mietvilla) | Mietvilla; zeittypischer Villenbau um 1910 mit schlichter Putzfassade und sparsamen Dekor, Ansicht geprägt von Mittelrisalit mit leicht geschweiftem Rundbogenabschluss, Bohlenbinderdach mit Krüppelwalm, 1918–1931 Sitz des Wachwitzer Postamtes, baugeschichtlich und stadtentwicklungsgeschichtlich von Bedeutung. | 09211788 |
| Weitere Bilder | Wohnhaus in offener Bebauung mit Laube, Einfriedung und Stützmauer                        | Pillnitzer Landstraße 137 (Karte)                                 | 1. Hälfte 19. Jh. (Wohnhaus) | schlichter, traufständiger Wohnbau mit Putzfassade und Satteldach, Ansicht belebt durch Holzklappläden, Gebäude als Teil der überkommenen Dorfstraße zum Wachwitzer Rundling ortsgeschichtlich von Bedeutung, als Zeugnis ländlichen Architektur und Volksbauweise seiner Zeit auch architekturhistorisch bedeutend. | 09211860 |
| Weitere Bilder | Mietvilla mit Einfriedung                                                                 | Pillnitzer Landstraße 140 (Karte)                                 | 1893–1894 (Mietvilla) | zeittypischer Villenbau mit historisierender Gliederung und Erker, Anklänge an den Schweizerhausstil durch weite Dachüberstände und Schwebegiebel, baugeschichtlich von Bedeutung, als Zeugnis für die Entwicklung des einstigen Fischer- und Winzerdorfs zur beliebten Sommerfrische ab der 2. Hälfte des 19. Jahrhunderts zudem stadtentwicklungsgeschichtlich bedeutend. | 09211786 |
| Weitere Bilder | Villa mit Stütz- und Einfriedungsmauer                                                    | Pillnitzer Landstraße 141 (Karte)                                 | 1913 (Villa) | repräsentativer Villenbau um 1910, Ansicht dominiert von mächtigem Mansarddach und belebt durch variierende Fensterformate, elbseitig großer Altan in auffälliger Asymmetrie, baugeschichtlich von Bedeutung, als Zeugnis für die Entwicklung des einstigen Fischer- und Winzerdorfs zur beliebten Sommerfrische ab der 2. Hälfte des 19. Jahrhunderts zudem stadtentwicklungsgeschichtlich bedeutend. Villa, 1913 an Stelle eines älteren Sommerhauses von 1878 errichtet. In den 1920er Jahren wohnte hier die Schauspielerin Alice Verden und die Regisseurin Hermine Körner. | 09211846 |
| Weitere Bilder | Ehlichs Dampfschiffrestaurant; Gare de la Lune                                            | Pillnitzer Landstraße 148 (Karte)                                 | 18. Jh., älterer Teil bezeichnet 1789 (Keller), 1893 (Ballsaal) | Gasthof mit Ballsaal; U-förmige Anlage, ehemaliger Vierseitbauernhof von 1789, 1872 Umbau, seit 1844 Ausschank, als traditionsreiche und beliebte Lokalität ortsgeschichtlich von Bedeutung, als Zeugnis ländlichen Architektur und Volksbauweise seiner Zeit auch architekturhistorisch bedeutend. Ehem. Gasthof „Ehlichs Dampfschiffrestaurant“ mit Ballsaal, Mitte des 19. Jahrhunderts in einem früheren Vierseithof eingerichtet, ab 1941 gewerblich genutzt, seit 1995 Ballhaus „Gare de la Lune“. | 09211785 |
| Weitere Bilder | Villa Gebler                                                                              | Pillnitzer Landstraße 155 (Karte)                                 | um 1890 (Villa) | Villa mit Pavillon; zeittypisch historisierender Villenbau mit Elementen des Schweizerhausstils, dekorativer Schwebegiebel, hölzerne Loggia, baugeschichtlich von Bedeutung, als Zeugnis für die Entwicklung des einstigen Fischer- und Winzerdorfs zur beliebten Sommerfrische ab der 2. Hälfte des 19. Jahrhunderts zudem stadtentwicklungsgeschichtlich bedeutend. | 09211861 |
|                | Wohnhaus mit Anbau in offener Bebauung                                                    | Pillnitzer Landstraße 156a (Karte)                                | 1723 Dendro (Wohnhaus) | L-förmig, Fachwerkobergeschoss, Rest eines ehem. Gutshofes, bestand aus dem Wohngebäude, Seitengebäude (siehe Pillnitzer Landstraße 156c), Stall (wahrscheinlich 1684) und Scheune (abgerissen), Gebäude als Teil der überkommenen Dorfstraße zum Wachwitzer Rundling ortsgeschichtlich von Bedeutung, als Zeugnis ländlichen Architektur und Volksbauweise seiner Zeit auch architekturhistorisch bedeutend. | 09211845 |
|                | Wohnhaus in offener Bebauung, ländlicher Bau mit Fachwerkobergeschoss                     | Pillnitzer Landstraße 156c (Karte)                                | 1. Hälfte 19. Jh. (Wohnhaus) | Wohnhaus in offener Bebauung, ländlicher Bau mit Fachwerkobergeschoss, ehemals Seitengebäude mit Zwischenboden zur Getreidelagerung, Gebäude als Teil der überkommenen Dorfstraße zum Wachwitzer Rundling ortsgeschichtlich von Bedeutung, als Zeugnis ländlichen Architektur und Volksbauweise seiner Zeit auch architekturhistorisch bedeutend; ländlicher Bau mit Fachwerkobergeschoss, ehemals Seitengebäude mit Zwischenboden zur Getreidelagerung, Gebäude als Teil der überkommenen Dorfstraße zum Wachwitzer Rundling ortsgeschichtlich von Bedeutung, als Zeugnis ländlichen Architektur und Volksbauweise seiner Zeit auch architekturhistorisch bedeutend. | 09218563 |
| Weitere Bilder | Villa mit Veranda                                                                         | Pillnitzer Landstraße 157 (Karte)                                 | 1872 (Villa) | zeittypischer Wohnbau mit schlichter Putzfassade mit sparsamer Gliederung, baugeschichtlich von Bedeutung, als Zeugnis für die Entwicklung des einstigen Fischer- und Winzerdorfs zur beliebten Sommerfrische ab der 2. Hälfte des 19. Jahrhunderts zudem stadtentwicklungsgeschichtlich bedeutend, ab 1929 im Besitz des Dresdner Schokoladenfabrikanten Walter Clauß. | 09211862 |
|                | Villa Alice; Villa Elbfrieden                                                             | Pillnitzer Landstraße 158 (Karte)                                 | 1880er Jahre (Villa) | Villa; mit Turm, ihren auskragenden Giebeln und den hölzernen Elementen markantes Beispiel des Schweizerhausstils, erinnert zudem an italienische Landsitze, markanter Historismusbau um 1875, baugeschichtlich bedeutend, als hervorgehobenes und gut sichtbares Gebäude am Fuße des Elbhangs zudem städtebaulich von Belang. | 09211847 |
| Weitere Bilder | Wachwitzhöhe                                                                              | Pillnitzer Landstraße 159 (Karte)                                 | um 1870 (Villa), 1890 (Taubenhaus), 1890 (Hühnerstall) | Villa, ehem. Gasthaus „Wachwitzhöhe“, schlossartiger Bau mit Turm, Gartenhaus, Torhaus, Hühner- und Taubenhaus (beide Wachwitzer Bergstraße 11, ohne Neubau mit dieser Adresse) Treppenanlage, Grotte und Wegesystem, Toranlage und Einfriedung; markantes und weithin sichtbares Anwesen am Elbhang, zeittypisch historisierender Wohnbau des ausgehenden 19. Jahrhunderts, elbseitige Terrassenanlage gestalterisch bemerkenswert, Park mit Reitertreppe und Grotte, vor allem baugeschichtlich bedeutend. Nach Schließung des Lokals 1888 als Wohnhaus genutzt, 1934–40 belgisches Konsulat, nach 1945 u. a. Schule, Hort und Kindergarten, heute Wohnhaus. | 09211863 |
| Weitere Bilder | Wohnhaus in offener Bebauung                                                              | Pillnitzer Landstraße 162 (Karte)                                 | bezeichnet 1823 (Wohnhaus) | ländlicher, traufständiger Fachwerkbau mit Satteldach, Gebäude als Teil der überkommenen Dorfstraße zum Wachwitzer Rundling ortsgeschichtlich von Bedeutung, als Zeugnis ländlichen Architektur und Volksbauweise seiner Zeit auch architekturhistorisch bedeutend. | 09211849 |
| Weitere Bilder | Wohnhaus mit Stützmauer in offener Bebauung                                               | Pillnitzer Landstraße 165 (Karte)                                 | um 1895 (Wohnhaus) | zeittypischer Villenbau im Schweizerhausstil mit dekorativem Schwebegiebel, baugeschichtlich von Bedeutung, als Zeugnis für die Entwicklung des einstigen Fischer- und Winzerdorfs zur beliebten Sommerfrische ab der 2. Hälfte des 19. Jahrhunderts zudem stadtentwicklungsgeschichtlich bedeutend. | 09211864 |
| Weitere Bilder | Villa Elbfrieden                                                                          | Pillnitzer Landstraße 175 (Karte)                                 | nach 1900 (Villa) | Villa mit Gartenpavillon; repräsentativer Villenbau mit Jugendstilelementen, dekorativer Seitenrisalit mit Puttenreliefs und Pilastergliederung, baugeschichtlich von Bedeutung, als Zeugnis für die Entwicklung des einstigen Fischer- und Winzerdorfs zur beliebten Sommerfrische ab der 2. Hälfte des 19. Jahrhunderts zudem stadtentwicklungsgeschichtlich bedeutend. | 09211865 |
| Weitere Bilder | Pavillon                                                                                  | Schwenkstraße - (Karte)                                           | bezeichnet 1823 (Gartenpavillon) | mit Säulenstellung und Dreiecksgiebel klassizistisch gestalteter Bau, markante und charakteristische Gartenarchitektur aus dem frühen 19. Jahrhundert, baugeschichtlich bedeutend, wegen seiner zurückhaltenden und zugleich noblen Gestaltung künstlerisch von Belang, außerdem mit Seltenheitswert (bei Schwenkstr. 8). | 09211824 |
| Weitere Bilder | Wohnhaus in offener Bebauung                                                              | Schwenkstraße 5 (Karte)                                           | 1951 (Wohnhaus) | Bau der 1950er Jahre im Heimatschutzstil mit Putzfassade, Walmdach und Holzsklappläden, baugeschichtlich und stadtentwicklungsgeschichtlich von Bedeutung. | 09211825 |
|                | Villa                                                                                     | Wachwitzer Bergstraße 1 (Karte)                                   | 1914–1915 (Villa) | zeittypischer Wohnbau mit Reformstilelementen, belebt durch variierende Fensterformate, baugeschichtlich von Bedeutung, als Zeugnis für die Entwicklung des einstigen Fischer- und Winzerdorfs zur beliebten Sommerfrische ab der 2. Hälfte des 19. Jahrhunderts zudem stadtentwicklungsgeschichtlich bedeutend, erbaut vom Dresdner Kaufmann Leander Uhle, Familiensitz der Familie Uhle bis Mitte der 1950er Jahre. | 09211866 |
|                | Villa                                                                                     | Wachwitzer Bergstraße 5 (Karte)                                   | um 1915 (Villa) | Villa; repräsentativer Villenbau um 1915 mit schlichter Putzfassade und variierenden Fensterformaten, Ansicht dominiert von mächtigem Mansarddach, ehemals Grundstück des Klenckeschen Kurbergs, baugeschichtlich von Bedeutung, als Zeugnis für die Entwicklung des einstigen Fischer- und Winzerdorfs zur beliebten Sommerfrische ab der 2. Hälfte des 19. Jahrhunderts zudem stadtentwicklungsgeschichtlich bedeutend. Villa, an Stelle des einstigen Klenckeschen Kurhauses erbaut, Bauherr war der Dresdner Konditormeister Ehrhard Schmorl, nach 1947 als Kindergarten genutzt. | 09211870 |
|                | Torhaus                                                                                   | Wachwitzer Bergstraße 7 (Karte)                                   | um 1915 (Torhaus) | Torhaus, auch als Chauffeurhaus bezeichnet, gehörte zur Villa Wachwitzer Bergstraße 5, ehemals Grundstück des Klenckeschen Kurhauses, markanter Zweckbau seiner Zeit, vor allem baugeschichtlich bedeutend. | 09211869 |
|                | Villa mit Terrasse und Garage                                                             | Wachwitzer Bergstraße 8 (Karte)                                   | 1914 (Villa) | zeittypischer Villenbau der 1910er Jahre mit Reform- und Heimatschutzstilelementen, schmucklose Putzfassade belebt durch variierende Fensterformate und Anbauten, markanter Turmaufsatz, baugeschichtlich von Bedeutung, als Zeugnis für die Entwicklung des einstigen Fischer- und Winzerdorfs zur beliebten Sommerfrische ab der 2. Hälfte des 19. Jahrhunderts zudem stadtentwicklungsgeschichtlich bedeutend. | 09211867 |
|                | Wachwitzhöhe                                                                              | Wachwitzer Bergstraße 11 (Karte)                                  | um 1870 (Villa), 1890 (Taubenhaus), 1890 (Hühnerstall) | Villa mit Garten und Einfriedung sowie Hühner- und Taubenhaus (beide Wachwitzer Bergstraße 11, ohne Neubau mit dieser Adresse); markantes und weithin sichtbares Anwesen am Elbhang, zeittypisch historisierender Wohnbau des ausgehenden 19. Jahrhunderts, elbseitige Terrassenanlage gestalterisch bemerkenswert, Park mit Reitertreppe und Grotte, vor allem baugeschichtlich bedeutend. |          |
|                | Villa Singer                                                                              | Wachwitzer Bergstraße 16 (Karte)                                  | 1912 (Villa) | Villa; repräsentativer Villenbau mit Putzfassade und Mansardwalmdach, markanter westlicher Anbau mit Medaillons, Reformstilelemente, erbaut für Schriftsteller und Kunsthistoriker Hans Wolfgang Singer, baugeschichtlich von Bedeutung, als Zeugnis für die Entwicklung des einstigen Fischer- und Winzerdorfs zur beliebten Sommerfrische ab der 2. Hälfte des 19. Jahrhunderts zudem stadtentwicklungsgeschichtlich bedeutend. | 09211868 |
|                | Villa                                                                                     | Wachwitzer Bergstraße 22 (Karte)                                  | um 1910 (Villa) | weitgehend authentisches Gebäude um 1910 mit zu großen Teilen holzverschalter Putzfassade, geprägt durch variierende Anbauten und Fensterformaten, baugeschichtlich von Bedeutung, als Zeugnis für die Entwicklung des einstigen Fischer- und Winzerdorfs zur beliebten Sommerfrische ab der 2. Hälfte des 19. Jahrhunderts zudem stadtentwicklungsgeschichtlich bedeutend. Villa des Fabrikanten Karl Zschoche, ab 1940 im Besitz des Motorboot-Rennfahrers Gerhard Müller. | 09211871 |
|                | Villa Bergnest                                                                            | Wachwitzer Bergstraße 27 (Karte)                                  | um 1880 (Villa) | Villa; zeittypisches Gebäude um 1880 im Schweizerhausstil, geprägt von weiten Dachüberständen, Zierfachwerk und dekorativen Holzbrüstungen, baugeschichtlich von Bedeutung, als Zeugnis für die Entwicklung des einstigen Fischer- und Winzerdorfs zur beliebten Sommerfrische ab der 2. Hälfte des 19. Jahrhunderts zudem stadtentwicklungsgeschichtlich bedeutend. Villa Bergnest, ehem. Wohnsitz des Schriftstellers Charles Edouard Duboc (Pseudonym Robert Waldmüller). | 09211875 |
|                | Villa mit Pfortenhaus, Garten und Einfriedung                                             | Wachwitzer Bergstraße 42 (Karte)                                  | bezeichnet 1938, über Eingang (Villa) | Villa mit Pfortenhaus, Garten und Steineinfriedung, Heimatschutzarchitektur der 1930er Jahre, schlichte Putzfassade, Satteldach, Holzklappläden, terrassierter Garten, mächtige Stützmauer und Einfriedung, südliche Ansicht dominiert von halbrundem Anbau mit Kegeldach, baugeschichtlich und stadtentwicklungsgeschichtlich bedeutend. Architekt Oskar Grunewald. Das Haus wurde 1938 „für die vorbildliche baukünstlerische Ausführung“ mit der Ehrenurkunde der Stadt Dresden ausgezeichnet. | 09211874 |
|                | Wachwitzer Weinbergskapelle (Einzeldenkmal zu ID-Nr. 09218394)                            | Wachwitzer Weinberg - (Karte)                                     | | Einzeldenkmal der Sachgesamtheit Königlicher Weinberg: neogotische Kapelle; malerischer Bau, dominiert von Dreiecksgiebeln und hohen schmalen Fensteröffnungen, geschichtlich, künstlerisch und landschaftsgestaltend von Bedeutung. 1839 von Karl Moritz Haenel als Privatkapelle der Wettiner errichtet. | 09211839 |
| Weitere Bilder | Königliche Villa Wachwitz; Neue Villa (Einzeldenkmal zu ID-Nr. 09218394)                  | Wachwitzer Weinberg 1 (Karte)                                     | 1893 (Villa) | Einzeldenkmal der Sachgesamtheit Königlicher Weinberg: Villa; repräsentativer historisierender Bau auf Substruktion, dominiert von übergiebelten Mittelrisalit, davor Balkon auf Säulen und zweiläufige Freitreppe, im Innern noch beträchtliche Teile der originalen Ausstattung, geschichtlich und künstlerisch bedeutend. 1892 von Wilhelm Teichgräber im Neorenaissancestil errichtet, bis 1918 Sommerresidenz des sächsischen Königs, heute Wohnhaus. | 09211836 |
|                | Sachgesamtheit Königlicher Weinberg                                                       | Wachwitzer Weinberg 1; 2; 3; 4; 5; 6; 7; 8; 9; 10; 11; 15 (Karte) | 1824–1853 angelegt (Weinberg) | Sachgesamtheit Königlicher Weinberg mit Neuem Wachwitzer Schloss bzw. Christian-Schloss (ID-Nr. 09211830), Neuer Villa (ID-Nr.09211836), neogotischer Kapelle (ID-Nr.09211839), Presshaus (ID-Nr. 09211838), Gärtnerhaus (ID-Nr. 09211837), Neuem Gärtnerhaus (ID-Nr. 09302530), Winzerhaus (ID-Nr. 09302531), Wirtschaftsgebäude (ID-Nr. 09302532), Marienhaus (ID-Nr. 09211844) (alles Einzeldenkmale), Rhododendronanlage, Park, gärtnerischen Bereichen (Gartendenkmal), Anwesen Josef-Hegenbarth-Weg 14/14a, 16, Kotzschweg 8 sowie Wachwitzer Weinberg 3, 6, 9, 10 und 11, Terrassierungen, Waldabschnitten usw. (alles Sachgesamtheitsteile); einer der bemerkenswertesten Weinberge im Elbtal, bereichert durch architektonisch anspruchsvolle Bauten aus dem 19. und 20. Jahrhundert, einstiges Refugium der sächsischen Königsfamilie, trotz einiger Veränderungen noch weitgehend ursprünglich erhalten, wegen der hier kurz angedeuteten Aspekte bau-, orts- und personengeschichtlich sowie künstlerisch bedeutend, außerdem im Zusammenhang mit den Elbhängen zwischen Loschwitz und Pillnitz von landschaftsgestalterischem Wert, die bedeutenderen Bauwerke des Weinbergs erscheinen nochmal einzeln aufgelistet (siehe Kotzschweg, Neues Wachwitzer Schloß, Wachwitzer Weinberg, neogotische Kapelle und Presshaus sowie Wachwitzer Weinberg 1, Neue Villa und Gärtnerhaus). | 09218394 |
|                | Presshaus mit Relief (Einzeldenkmal zu ID-Nr. 09218394)                                   | Wachwitzer Weinberg 2 (Karte)                                     | Anfang 19. Jh. (Presshaus), Anfang 19. Jh. (Relief) | Einzeldenkmal der Sachgesamtheit Königlicher Weinberg: Presshaus mit Relief; geschichtlich bedeutend. Ehem. Presshaus mit Anbau, heute Wohnhaus. An der Fassade Kinderfries mit Szenen zum Weinbau von Franz Pettrich. | 09211838 |
|                | Altes Gärtnerhaus; Hofgärtnerhaus (Einzeldenkmal zu ID-Nr. 09218394)                      | Wachwitzer Weinberg 4 (Karte)                                     | 1825–1826 (Gärtneranwesen) | Einzeldenkmal der Sachgesamtheit Königlicher Weinberg: Gärtnerhaus; markanter gestaffelter Baukörper, gestalterisch bemerkenswert, Akzentuierungen durch zwei figürliche Reliefs, geschichtlich und künstlerisch von Bedeutung. Altes Gärtnerhaus, auch als Küchenhaus bezeichnet. Ehem. Wohnhaus des Hofgärtners, 1893 von Wilhelm Teichgräber zum Küchenhaus umgebaut. An den Seitenflügeln Relieftafeln von Franz Pettrich. | 09211837 |
|                | Wirtschaftsgebäude (Einzeldenkmal zu ID-Nr. 09218394)                                     | Wachwitzer Weinberg 5 (Karte)                                     | 1886–1900 (Wirtschaftsgebäude) | Einzeldenkmal der Sachgesamtheit Königlicher Weinberg: Wirtschaftsgebäude; geschichtlich bedeutend. Wirtschaftsgebäude, 1886 von Wilhelm Teichgräber an Stelle eines älteren Wohnhauses erbaut, ehem. Sitz des Oberhofmeisters. | 09302532 |
|                | Winzerhaus (Einzeldenkmal zu ID-Nr. 09218394)                                             | Wachwitzer Weinberg 7 (Karte)                                     | 1899 (Winzerhaus) | Einzeldenkmal der Sachgesamtheit Königlicher Weinberg: Winzerhaus. Wirtschaftsgebäude bzw. Winzerhaus, 1889 von Baumeister Eduard Beeger aus Hosterwitz erbaut. | 09302531 |
|                | Neues Gärtnerhaus (Einzeldenkmal zu ID-Nr. 09218394)                                      | Wachwitzer Weinberg 8 (Karte)                                     | um 1900 (Gärtneranwesen) | Einzeldenkmal der Sachgesamtheit Königlicher Weinberg: Gärtnerhaus; geschichtlich bedeutend. Neues Gärtnerhaus, 1893 von Wilhelm Teichgräber im Park der Königlichen Villa erbaut. | 09302530 |
| Weitere Bilder | Neues Wachwitzer Schloss; Christian-Schloss (Einzeldenkmal zu ID-Nr. 09218394)            | Wachwitzer Weinberg 15 (Karte)                                    | 1936–1937 (Schloss), 1936–1937 (Schlosskapelle) | Einzeldenkmal der Sachgesamtheit Königlicher Weinberg: Schlossbau mit Kapelle an der Ostseite; über annähernd U-förmigem Grundriss, markantes Gebäude der 1930er Jahre in neobarocken Formen, wirkt mit Dach und Dachreiter in den Elbraum, letzter repräsentativerer Familiensitz der Wettiner in Sachsen, bau- und personengeschichtlich, künstlerisch sowie städtebaulich bedeutend. Neues Schloss Wachwitz, ab 1936 Wohnsitz von Prinz Christian von Sachsen, neobarocker Bau von Max Hans Kühne in Anlehnung an sächsische Barockbauten errichtet, heute Wohnhaus. | 09211830 |
|                | Ehrenhain für Gefallene des Ersten Weltkrieges                                            | Wachwitzgrund - (Karte)                                           | nach 1918 (Kriegerdenkmal Erster Weltkrieg) | Ehrenhain am Wachwitzbach für Gefallene des Ersten Weltkriegs, auf Betreiben von Johann Edmund Hottenroth (Oberst, Militärhistoriker, Archivar und Schriftsteller) errichtet, Schrifttafeln von Otto Hunger, ortsgeschichtlich von Bedeutung. | 09211812 |
|                | Wohnhaus in offener Bebauung                                                              | Wachwitzgrund 2 (Karte)                                           | Anfang 19. Jh. (Wohnhaus) | giebelständiger, ländlicher Bau mit Fachwerkobergeschoss und -giebeln, Krüppelwalmdach, Gebäude als Teil der überkommenen Dorfstraße zum Wachwitzer Rundling ortsgeschichtlich von Bedeutung, als Zeugnis ländlichen Architektur und Volksbauweise seiner Zeit auch architekturhistorisch bedeutend. | 09211783 |
|                | Wohnhaus, Zweiseithof                                                                     | Wachwitzgrund 3 (Karte)                                           | Anfang 19. Jh. (Wohnhaus) | ländlicher Bau, Obergeschoss zum Teil mit Fachwerk, Gebäude als Teil der überkommenen Dorfstraße zum Wachwitzer Rundling ortsgeschichtlich von Bedeutung, als Zeugnis ländlichen Architektur und Volksbauweise seiner Zeit auch architekturhistorisch bedeutend. | 09211782 |
|                | Wohnhaus in offener Bebauung                                                              | Wachwitzgrund 4 (Karte)                                           | Anfang 19. Jh. (Wohnhaus) | ländlicher Bau mit Fachwerkobergeschoss, Gebäude als Teil der überkommenen Dorfstraße zum Wachwitzer Rundling ortsgeschichtlich von Bedeutung, als Zeugnis ländlichen Architektur und Volksbauweise seiner Zeit auch architekturhistorisch bedeutend. | 09211781 |
|                | Hottenrothsches Gartenhaus; sog. Haus Sonnenrose                                          | Wachwitzgrund 7 (Karte)                                           | 1863 (Gartenhaus) | Gartenhaus mit Stützmauer; sog. Haus Sonnenrose, Maler Woldemar Hottenroth erwarb es 1872, Gebäude als Teil der überkommenen Dorfstraße zum Wachwitzer Rundling ortsgeschichtlich von Bedeutung, als Zeugnis ländlichen Architektur und Volksbauweise seiner Zeit auch architekturhistorisch bedeutend. | 09211776 |
|                | Wohnhaus mit Anbau                                                                        | Wachwitzgrund 12 (Karte)                                          | Anfang 19. Jh. (Wohnhaus) | Zweiseithof, ländlicher Bau mit Fachwerkobergeschoss, möglicherweise Winzerhaus, Gebäude als Teil der überkommenen Dorfstraße zum Wachwitzer Rundling ortsgeschichtlich von Bedeutung, als Zeugnis ländlichen Architektur und Volksbauweise seiner Zeit auch architekturhistorisch bedeutend. | 09211780 |
|                | Wohnhaus mit eingeschossigem Anbau und Einzäunung                                         | Wachwitzgrund 13 (Karte)                                          | bezeichnet 1623 (Bauernhaus) | ländliches Gebäude, Umgebindehaus, ursprünglich wohl das Haus eines Weinbauern mit Kleinlandwirtschaft, bis 1707 mit Wachwitzgrund 11 zusammen, nachweisbar älteste und in seinem Gefüge nahezu vollständig erhaltene bäuerliche Gebäude auf dem Stadtgebiet von Dresden, vor allem baugeschichtlich bedeutend und mit Seltenheitswert. | 09211805 |
|                | Wohnhaus in offener Bebauung                                                              | Wachwitzgrund 14 (Karte)                                          | Anfang 19. Jh. (Wohnhaus) | ländlicher Bau, verputzt, traufständig, Satteldach, Gebäude als Teil der überkommenen Dorfstraße zum Wachwitzer Rundling ortsgeschichtlich von Bedeutung, als Zeugnis ländlichen Architektur und Volksbauweise seiner Zeit auch architekturhistorisch bedeutend. | 09211779 |
| Weitere Bilder | Wohnhaus in offener Bebauung mit Stützmauer                                               | Wachwitzgrund 15 (Karte)                                          | 1605 (Wohnhaus) | ländlicher Bau, traufständig mit Satteldach und holzverschalten Giebeln, Datierung auf Inschrifttafel etwa 1950 verlorengegangen, Gebäude als Teil der überkommenen Dorfstraße zum Wachwitzer Rundling ortsgeschichtlich von Bedeutung, als Zeugnis ländlichen Architektur und Volksbauweise seiner Zeit auch architekturhistorisch bedeutend, ältestes Wohngebäude von Wachwitz. | 09211804 |
| Weitere Bilder | Wohnhaus in offener Bebauung                                                              | Wachwitzgrund 16 (Karte)                                          | Anfang 19. Jh. (Wohnhaus) | ländlicher Bau, teilweise Fachwerk, Satteldach, Gebäude als Teil der überkommenen Dorfstraße zum Wachwitzer Rundling ortsgeschichtlich von Bedeutung, als Zeugnis ländlichen Architektur und Volksbauweise seiner Zeit auch architekturhistorisch bedeutend. | 09211778 |
|                | Wachwitzer Mühle (ehem.); Schreiters Mühle                                                | Wachwitzgrund 18 (Karte)                                          | 1808 (Mühle) | Mühlengebäude; heute als Wohnhaus genutzt, Datierung im Schlussstein, ortsgeschichtlich von Bedeutung, Gebäude als Teil der überkommenen Dorfstraße zum Wachwitzer Rundling ortsgeschichtlich von Bedeutung, als Zeugnis ländlichen Architektur und Volksbauweise seiner Zeit auch architekturhistorisch bedeutend. Das Wachwitzer Mühlengut wurde 1607 erstmals genannt, bis 1890 als Mahlmühle und Bäckerei genutzt, nach Umbau heute Wohnhaus. | 09211777 |
|                | Wohnhaus in offener Bebauung mit Stützmauer                                               | Wachwitzgrund 19 (Karte)                                          | Anfang 19. Jh. (Wohnhaus) | traufständiger Fachwerkbau mit Krüppelwalmdach, Gebäude als Teil der überkommenen Dorfstraße zum Wachwitzer Rundling ortsgeschichtlich von Bedeutung, als Zeugnis ländlichen Architektur und Volksbauweise seiner Zeit auch architekturhistorisch bedeutend. | 09211803 |
|                | Wohnhaus auf Substruktion in offener Bebauung                                             | Wachwitzgrund 27 (Karte)                                          | 1807 (Wohnhaus) | ländlicher Bau mit Fachwerkobergeschoss, giebelständig, Satteldach, Gebäude als Teil der überkommenen Dorfstraße zum Wachwitzer Rundling ortsgeschichtlich von Bedeutung, als Zeugnis ländlichen Architektur und Volksbauweise seiner Zeit auch architekturhistorisch bedeutend. | 09211809 |
| Weitere Bilder | Häusleranwesen/Winzerhaus                                                                 | Wachwitzgrund 38 (Karte)                                          | um 1700 (Häusleranwesen) | Weinwirtschaft mit eigener Presse wurde 1905 aufgegeben, Fachwerkobergeschoss mit Andreaskreuzen, baugeschichtlich bedeutend und wegen seines vergleichsweise hohen Alters mit Seltenheitswert. | 09211808 |
|                | Wohnhaus in offener Bebauung                                                              | Wachwitzgrund 40 (Karte)                                          | um 1880 (Wohnhaus) | landhausartiges Gebäude, Schweizerhausstil mit dekorativem Schwebegiebel, Putzfassade mit historisierender Gliederung, baugeschichtlich von Bedeutung, als Zeugnis für die Entwicklung des einstigen Fischer- und Winzerdorfs zur beliebten Sommerfrische ab der 2. Hälfte des 19. Jahrhunderts zudem stadtentwicklungsgeschichtlich bedeutend. | 09218395 |
|                | Villa auf Substruktion                                                                    | Wachwitzgrund 42 (Karte)                                          | um 1900 (Villa) | Gebäude im Schweizerhausstil mit dekorativem Schwebegiebel, baugeschichtlich von Bedeutung, als Zeugnis für die Entwicklung des einstigen Fischer- und Winzerdorfs zur beliebten Sommerfrische ab der 2. Hälfte des 19. Jahrhunderts zudem stadtentwicklungsgeschichtlich bedeutend. | 09211877 |
|                | Wohnhaus eines Bauernhofes                                                                | Wachwitzgrund 44 (Karte)                                          | 1. Hälfte 19. Jh. (Wohnhaus) | ehemaliges Bauernhaus mit Putzfassade und Satteldach, Gebäude als Teil der überkommenen Dorfstraße zum Wachwitzer Rundling ortsgeschichtlich von Bedeutung, als Zeugnis ländlicher Architektur und Volksbauweise seiner Zeit auch architekturhistorisch bedeutend. | 09211806 |
| Weitere Bilder | Wohnhaus in offener Bebauung                                                              | Wachwitzgrund 46 (Karte)                                          | 1. Hälfte 19. Jh. (Wohnhaus) | ländlicher Bau mit Fachwerk im zugewandten Giebel und einem Teil des Obergeschosses, Gebäude als Teil der überkommenen Dorfstraße zum Wachwitzer Rundling ortsgeschichtlich von Bedeutung, als Zeugnis ländlichen Architektur und Volksbauweise seiner Zeit auch architekturhistorisch bedeutend. | 09211807 |
|                | Villa Reichenbach                                                                         | Wachwitzgrund 54 (Karte)                                          | 2. Hälfte 19. Jh. (Villa) | Villa mit Terrassen einschl. Treppenanlage; schlichter Putzbau, rückwärtiges Portal vermutlich als Spolie aus Italien, baugeschichtlich von Bedeutung, als Zeugnis für die Entwicklung des einstigen Fischer- und Winzerdorfs zur beliebten Sommerfrische ab der 2. Hälfte des 19. Jahrhunderts zudem stadtentwicklungsgeschichtlich und als Wohnstätte des Malers Woldemar von Reichenbach auch personengeschichtlich bedeutend, ab 1954 bis 1974 Frauenklinik Dr. Jüngst. | 09211802 |
|                | Wohnhaus in offener Bebauung                                                              | Wachwitzgrund 56 (Karte)                                          | 1847 (Wohnhaus) | bis 1977 Wohnhaus des Malers Hans Jüchser, landhausartiges Gebäude mit schlichter Putzfassade, Krüppelwalmdach, baugeschichtlich von Bedeutung, als Zeugnis für die Entwicklung des einstigen Fischer- und Winzerdorfs zur beliebten Sommerfrische ab Mitte des 19. Jahrhunderts zudem stadtentwicklungsgeschichtlich bedeutend. Sogenanntes Talhaus, 1847 an Stelle einer früheren Wassermühle erbaut. 1854–1859 „Alte Wache“ für die Schlosswache des Königlichen Weinbergs. Von 1921 bis 1977 Wohnhaus des Malers Hans Jüchser. | 09211829 |
|                | Wohnhaus in offener Bebauung                                                              | Wachwitzgrund 58 (Karte)                                          | 1. Hälfte 19. Jh. (Wohnhaus) | ländlicher Bau mit Fachwerkobergeschoss und Satteldach, Gebäude als Teil der überkommenen Dorfstraße zum Wachwitzer Rundling ortsgeschichtlich von Bedeutung, als Zeugnis ländlichen Architektur und Volksbauweise seiner Zeit auch architekturhistorisch bedeutend. | 09211799 |
|                | Wohnhaus in offener Bebauung                                                              | Wachwitzgrund 60 (Karte)                                          | 1. Hälfte 19. Jh (Wohnhaus) | ländlicher Bau mit verputztem Fachwerkobergeschoss und Satteldach, Gebäude als Teil der überkommenen Dorfstraße zum Wachwitzer Rundling ortsgeschichtlich von Bedeutung, als Zeugnis ländlichen Architektur und Volksbauweise seiner Zeit auch architekturhistorisch bedeutend. | 09211800 |
|                | Wohnhaus in offener Bebauung                                                              | Wachwitzgrund 62 (Karte)                                          | 1. Hälfte 19. Jh. (Wohnhaus) | ländlicher Bau mit verputztem Fachwerkobergeschoss und Satteldach, Gebäude als Teil der überkommenen Dorfstraße zum Wachwitzer Rundling ortsgeschichtlich von Bedeutung, als Zeugnis ländlichen Architektur und Volksbauweise seiner Zeit auch architekturhistorisch bedeutend. | 09211801 |
|                | Wohnhaus in offener Bebauung                                                              | Wachwitzgrund 66 (Karte)                                          | Mitte 19. Jh. (Wohnhaus) | ländlicher Bau mit Fachwerkobergeschoss und Krüppelwalmdach, Gebäude als Teil der überkommenen Dorfstraße zum Wachwitzer Rundling ortsgeschichtlich von Bedeutung, als Zeugnis ländlichen Architektur und Volksbauweise seiner Zeit auch architekturhistorisch bedeutend. | 09211810 |
|                | Ehem. Gasthaus Johannesbad mit Johannesturm                                               | Wachwitzgrund 76 (Karte)                                          | 1874 (Gasthaus), 1876 (Aussichtsbau) | Ehem. Gasthaus mit Johannesturm (oberhalb); alter Mahl- und Schneidemühlenstandort, Rest einer früheren Mahl- und Schneidemühle, 1874/76 zum Gasthaus mit Aussichtsturm und seit 1939 beides als Wohnhaus genutzt, im Johannesturm wohnten die Maler Curt Rothe und Erhard Benscheck, Gebäude als Teil der überkommenen Dorfstraße zum Wachwitzer Rundling ortsgeschichtlich von Bedeutung, als Zeugnis ländlichen Architektur und Volksbauweise seiner Zeit auch architekturhistorisch bedeutend. | 09211811 |
| Weitere Bilder | Gasthaus Wachbergschänke                                                                  | Waldmüllerstraße 1b (Karte)                                       | 2. Hälfte 19. Jh. (Gasthaus) | Gasthaus mit Aussichtsplateau »Rittersaal« (ehem. Wachwitzgrund 84); zeittypischer Bau im Schweizerhausstil, mit dekorativen Schwebegiebeln, weiten Dachüberständen und Zierfachwerk, Putzfassade mit Natursteinsockelzone, baugeschichtlich und ortsgeschichtlich von Bedeutung, als Zeugnis für die Entwicklung des einstigen Fischer- und Winzerdorfs zur beliebten Sommerfrische ab der 2. Hälfte des 19. Jahrhunderts zudem stadtentwicklungsgeschichtlich bedeutend. | 09211798 |
| Weitere Bilder | Villa                                                                                     | Wollnerstraße 3 (Karte)                                           | 1928–1930 (Wohnhaus) | Wohnhaus in offener Bebauung; der Neuen Sachlichkeit verpflichtetes Gebäude mit Anklängen an das Bauhaus, erbaut von Max Riedrich, zweigeschossiger Bau mit hervorgehobenem Eckbalkon und massivem Flachdach, baugeschichtlich bedeutend sowie als eines der wenigen freistehenden Einfamilien- bzw. Mehrfamilienhäuser in Dresden mit Bauhauscharakter singulär (vgl. auch Damaschkestraße 1, Erlweinstraße 16, Königsberger Straße 18, Renkstraße 1 und Waldparkstraße 6). | 09211792 |
| Weitere Bilder | Geflügel- und Taubenhaus der Wollner-Villa                                                | Wollnerstraße 14 (Karte)                                          | Mitte 19. Jh. (Nebengebäude), Mitte 19. Jh. (Kutscherhaus), Mitte 19. Jh. (Taubenhaus)                                                                                           | Geflügelhaus mit Taubenschlag, das Areal gehörte ursprünglich zur Villa Wollner. Villa mit Villengarten, Pavillon, Kutscherhaus/Nebengebäude, Nebengebäude, Taubenhaus, Brücke in den einstigen Wirtschaftsgarten, baugeschichtlich, baugeschichtlich und gartenkünstlerisch und ortsgeschichtlich bedeutend. | 09211819 |

## Ausführliche Denkmaltexte
1. 1 2  
Villa mit Villengarten, Pavillon, Kutscherhaus/Nebengebäude, Nebengebäude, Taubenhaus (Wollnerstraße 14), Brücke in den einstigen Wirtschaftsgarten, Brunnen, Gartenvasen, Handschwengelpumpe und Einfriedung; offenbar aus einer barocken Anlage hervorgegangenes Villenanwesen für den Kaufmann Robert Wollner, das repräsentative Villengebäude über dreieckigem Grundriss mit axial gegliederten Fassaden und Mansarddach, die Fronten belebt durch mehrere Anbauten, Risalite, Giebel, Lisenengliederungen und aufwendigen Bauschmuck, auch im Innern bemerkenswert, historisierender Bau zwischen Neobarock und Neoklassizismus, terrassierter Garten im gemischten Stil der Lenné-Meyer-Schule, Werk des bedeutenden Gartenkünstlers Max Bertram, Treppenanlagen, aufwendig gestalteten Balustraden, Vasen und Brunnen, auf die Villa orientiert, gleichzeitig in die Landschaft ausgreifend, Anwesen baugeschichtlich, baugeschichtlich und gartenkünstlerisch, ortsgeschichtlich und städtebaulich bedeutend.